# Telefone sem fio

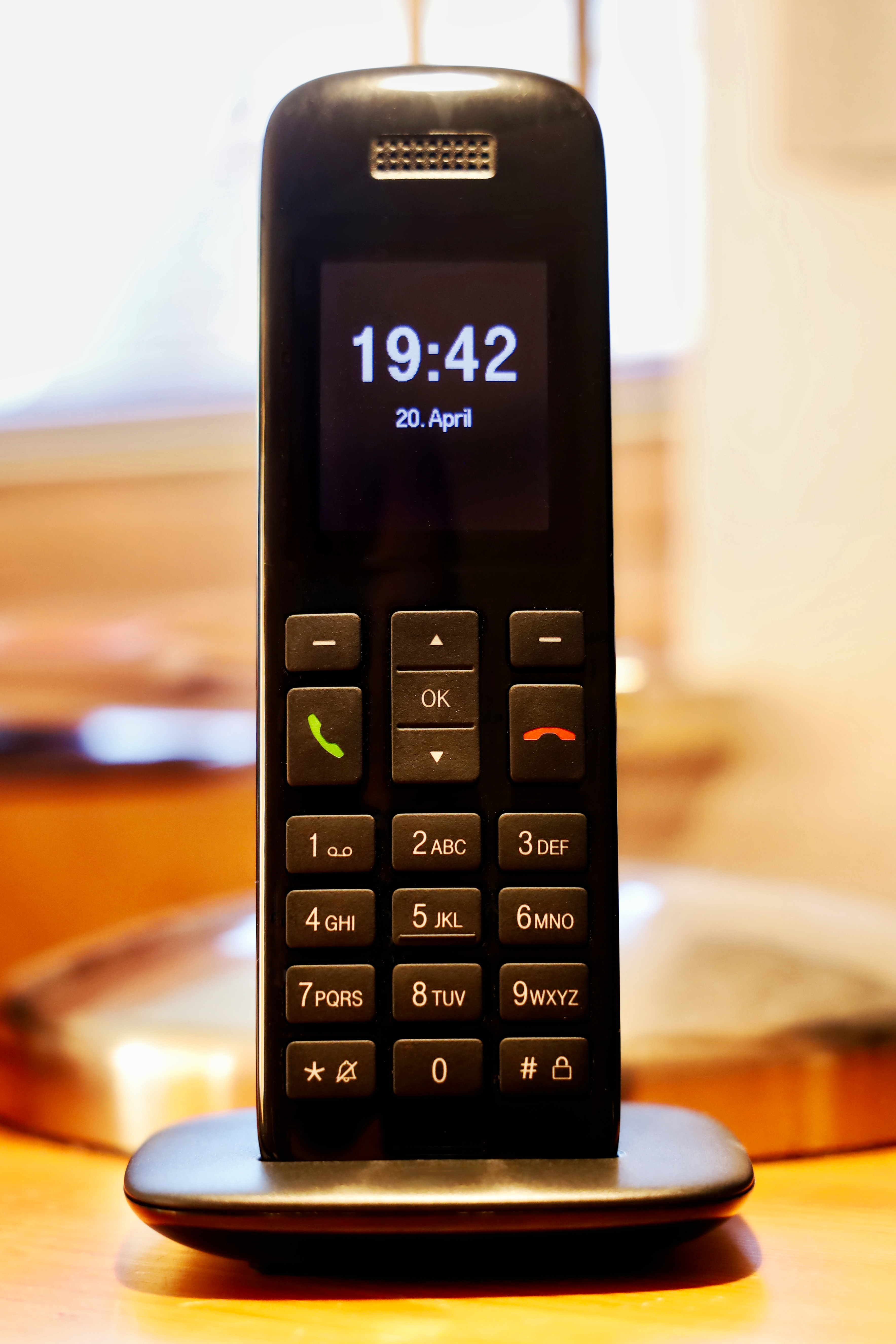
Telefone sem fio.

Um telefone sem fio é um aparelho telefônico que se utiliza na telefonia fixa. É como se fosse um telefone celular, porém, com algumas limitações; por exemplo, para se utilizar o telefone, a base tem que ficar todo o tempo na tomada de energia, e o alcance do telefone é limitado para por exemplo, dar uma volta na casa ou no quarteirão (isso dependendo da frequência do telefone).
Porém, o telefone sem fio tem várias vantagens em relação ao telefone convencional com fio, pois, você pode levar o telefone para qualquer canto da casa, dependendo do modelo o aparelho tem uma agenda telefônica (geralmente de pequena capacidade), dependendo do modelo, o aparelho vem com identificador de número da chamada recebida (serviço sujeito a contratação da operadora mediante a uma taxa mensal), se o modelo vir com visor, vem com hora e data, entre outras vantagens.
O telefone sem fio utiliza radiofrequências de curto alcance para transmissão da voz para uma base que faz a conversão para o meio analógico ou digital.
A primeira demonstração pública de telefonia sem fio foi realizada pelo padre brasileiro Roberto Landell de Moura em São Paulo em 3 de junho de 1900, patenteando seu invento em 1901 no Brasil e em 1904 nos Estados Unidos. O telefone utilizado por Landell de Moura utilizava a luz como uma onda portadora da informação de áudio. Neste aparelho, as variações das pressões acústicas da voz do locutor eram transformadas em variações de intensidade de luz, de acordo com a onda de voz, que eram captadas em seu destino por uma superfície parabólica espelhada em cujo foco havia um dispositivo cuja resistência ohmica variava segundo as variações da intensidade de luz. No circuito de detecção havia apenas o dispositivo fotossensível, uma chave, um par de fones de ouvido e uma bateria. Por utilizar a luz como meio de transporte de informação Landell é considerado um dos precursores das fibras ópticas.